# 아미 오브 더 데드: 도둑들
"아미 오브 더 데드: 도둑들"(영어: Army of Thieves)은 2021년 공개된 미국, 독일의 로맨틱 코미디 하이스트 영화이다. 마티아스 슈바이크회퍼가 감독과 주연을 맡았으며, 잭 스나이더의 영화 《아미 오브 더 데드》의 프리퀄 작품이다.